# Далидович, Генрих Вацлавович
Генрих Вацлавович Далидович (род. 1 июня 1946, д. Янковичи, Столбцовский район, Минская область) — белорусский писатель, публицист, литературовед и переводчик.

## Биография
Генрих Далидович родился 1 июня 1946 года в деревне Янковичи Барановичской области (теп. вр. Минская обл.) в селянской семье. Мать — селянка, родила и воспитывала шестерых детей. Отец — кузнец. До 15 лет жил на хуторе. До пяти лет родители научили Генриха читать по-польски. В школе изучал белорусский язык. Закончил Деревнянскую школу-десятилетку, поступил на филологический факультет Белорусского государственного университета  (1963-1968). Служил в армии. Работал преподавателем белорусского языка и литература на Борисовщине (1971—1973). Переехал в Минск. Здесь работал в отделе прозы журнала «Полымя» (с 1973 г.), в журнале «Маладосць» (с 1979 г.) сразу заместителем главного редактора, а с 1991 г. писатель возглавлял редакционный коллектив.
С 2003 года работал заместителем главного редактора только что созданной «Краязнаўчай газеты».
В настоящее время в течение длительного периода времени ведёт затворнический образ жизни, редко выходит на улицу, почти не появляется на публике. Продукты ему покупают социальные работники и соседи по подъезду, оставляя под дверью — посторонним писатель обычно не открывает. В длительной депрессии, начавшейся ещё в подростковом возрасте из-за смерти близкого друга, он пребывает почти всю свою жизнь. С годами он закрывался от общества всё больше и больше и сегодня отвергает почти любое общение.

## Творчество
Первый рассказ опубликовал в 1966 г. в столбцовской районной газете «Прамень». В 1968 опубликовал рассказ «Ліст да Олі» в журнале «Маладосць». Этот рассказ стал весомой заявкой молодого прозаика, показал несомненный психологически-исследовательский потенциал его таланта.
Первый сборник рассказов — «Дажджы над вёскай» (1974). Потом вышли сборники рассказов и повестей «Цяпло на першацвет» (1976), «Маладыя гады» (1979), «Міланькі» (1980), «На новы парог» (1983), «Станаўленне» (1985), «Міг маладосці» (избранное, 1987), «Жывы покліч» (1995).
Почти десять лет было положено на создание цикла исторических романов «Гаспадар-камень» (1986; Литературная премия СП БССР имени Ивана Мележа 1987), «Пабуджаныя» (1988), «Свой дом» (1992; журнальный вариант, 1989).
Западнобелорусской действительности прозаик посвятил роман «Заходнікі» (1994; Государственная премия Беларуси имени Якуба Коласа 1996)
В романе «Гаспадар-камень» (1984), посвященном кануну Первой мировой войны, многосторонне показал жизнь тогдашней деревни и города, непростые пути национальной интеллигенции, в которой росло осознание своего долга. В романах «Пабуджаныя» (1988) и «Свой дом» (1989) рядом с героями, известными из «Гаспадар-камень», много новых персонажей-участников и руководителей политического движения разных направлений в Беларуси в 1917-1918 г.
В романе «Заходнікі» (1992) создана картина жизни западнобелорусского крестьянства и интеллигенции начиная с конца 1940-х г., их «перевоспитание», репрессии, миграции.
Настоящий литературный успех и известность Г. Далидовичу принес цикл повестей о сельских учителях: «Усё яшчэ наперадзе», «Міланькі», «Завуч», «Дырэктар». Эти произведения составили тетралогию. Первое произведение обозначено 1972 годом, а заключительное — 1979 г. Написаны повести на автобиографической основе, объединены образом учителя Павла Васильца.
Тема любви часто появляется в прозе Далидовича. Почти каждое произведение писателя содержит любовные или семейно-бытовые коллизии, наполнено интимными страстями. Г. Долидович очень чутко относится к внутреннему миру женщины, он умеет тонко выявить всю гамму интимных чувств. Об этом красноречиво говорят рассказы «Асенняе лета», «Маня», «Слёзкі палявыя», «Ада», «Быць разам», повесть «Юля» и др. Произведения такого рода объединились в книгу «Жар кахання: апавяданні пра жанчын» (1996).
Произведения Г. Далидовича отличаются лиризмом, вниманием к бытовым деталям, тонким психологизмом.
Далидович выступает также и с литературно-критическими и публицистическими статьями.
На белорусский язык перевел роман Дж. Ф. Купера «Последний из могикан».

## Премии и награды
- Литературная премия имени Ивана Мележа (1987) за цикл исторических романов «Гаспадар-камень».
- Государственная премия Беларуси имени Якуба Коласа (1996) за роман «Заходнікі».